# Sup'Internet
Sup'Internet — одна з найпрестижніших вищих шкіл у Франції і один із найкращих навчальних закладів у сфері Інтернет. 
Школа є членом мережі IONIS Education Group.
| Прапор Франції | Це незавершена стаття про Францію. Ви можете допомогти проєкту, виправивши або дописавши її. |